# Ophioderma appressa
Ophioderma appressa är en ormstjärneart som först beskrevs av Thomas Say 1825.  Ophioderma appressa ingår i släktet Ophioderma och familjen Ophiodermatidae. Inga underarter finns listade i Catalogue of Life.